# Eugeni Serrano i Gispert
Eugeni Serrano i Gispert (nascut el 14 d'abril de 1960 a Barcelona, Catalunya) va ser un jugador d'handbol de la Lliga Asobal.

## Carrera esportiva

### Clubs
Va començar a jugar a handbol l'any 1970 a l'escola barcelonina de Sant Joan Bosco, adscrita als Salesians de Barcelona. La temporada 1976 - 77 va marxar a l'Universitari abans de donar el salt a l'històric BM Granollers un any després.
Va arribar al BM Granollers en edat juvenil i molt aviat va aconseguir un lloc en el primer equip de la  Divisió d'Honor. Hi va romandre dues temporades ja que el FC Barcelona s'havia fixat en ell per cobrir la posició d'extrem dret.
En la temporada 1979 - 80 es va fer el traspàs al FC Barcelona, on romandria durant quinze anys, fins a finalitzar la seva carrera com a jugador professional l'any 1994. Al club blaugrana va aconseguir nombrosos títols tant a nivell nacional com internacional sent la Copa d'Europa de 1991 el de més prestigi en competicions de clubs del handbol continental.
Entre els seus companys de vestidor al Barça destaquen noms com el de Veselin Vujović, Erhard Wunderlich, Lorenzo Rico, Cecilio Alonso i una llarga llista de grans jugadors que han passat pel club amb el millor palmarès mundial, sota la tutela de Valero Rivera.
El mateix Veselin Vujović, nomenat millor jugador del món per la IHF en 1989, el considerava "el millor extrem del món" gràcies a les seves actuacions des de l'extrem dret o fins i tot des del lateral, sent un dels esquerrans amb més talent del handbol espanyol. Des de la posició de segona línia, va ser un dels pioners a aguantar la reacció del porter fins a l'últim moment abans de trepitjar l'àrea, fet que va contribuir a millorar ostensiblement la seva efectivitat i dificultava en gran manera el treball dels porters rivals.

### Selecció espanyola
Va ser el jugador més jove de la seva època a arribar a la selecció nacional. Va participar, amb tan sols 18 anys, al març de 1979 en el "Mundial d'Handbol B" disputat a Barcelona, que la selecció espanyola va conquerir.
Va disputar tres jocs olímpics, els de Moscou '80, Los Angeles '84 i Seül '88.
Alguns dels seus companys a la banda dreta de la selecció van ser: Cabanas, Novoa i Uría.
Per als Jocs Olímpics de Barcelona 1992 el seleccionador espanyol va convocar a Javier Cabanas, al costat dels joves Iñaki Urdangarín i Mateo Garralda. Serrano, amb 32 anys, va quedar relegat del seu lloc en el combinat nacional i no va poder acomiadar-se, a la seva ciutat natal, de la Selecció Espanyola.
Les seves dades amb la selecció nacional són més que destacables. Va ser 231 vegades internacional, tercer de tots els temps després de Lorenzo Rico i Juan Francisco Muñoz Melo, després superat per David Barrufet. També és el tercer màxim golejador de tots els temps, amb 622 gols. Van anotar més gols que ell Juan Francisco Muñoz Melo i Enric Masip. Va ser a més 15 vegades internacional júnior amb 62 gols anotats.

### Fora de les pistes
Es va llicenciar en econòmiques a la recta final de la seva carrera esportiva. Després de retirar-se va entrar a formar part de la plantilla de la "Caixa d'Estalvis i Pensions de Barcelona", "La Caixa".
Des de 2002 és entrenador d'equips de base a la localitat de Sant Quirze del Vallès.

## Trajectòria
- 1970 -  76  Sant Joan Bosco
- 1976 -  77  Universitari de Barcelona
- 1977 -  79  BM Granollers
- 1979 -  94  FC Barcelona

## Premis, reconeixements i distincions
- Medalla al Mèrit d'or, atorgada per la Reial Federació Espanyola d'Handbol.
- Medalla al Mèrit de plata, atorgada per la Reial Federació Espanyola d'Handbol.
- Figura a la Galeria de Campions de la Secretaria General de l'Esport de la Generalitat de Catalunya.
- Medalla d'Argent de la Reial Orde del Mèrit Esportiu, atorgada pel Consejo Superior de Deportes (1994)[1]

## Palmarès selecció
- 231 partits amb la selecció d'Espanya, amb 622 gols.
- 15 partits amb la selecció júnior d'Espanya, amb 62 gols.
- Medalla d'or en el Mundial B d'Handbol de Barcelona 1979.

## Palmarès clubs
- 1 Copa d'Europa: 1990 -  91
- 4 Recopa d'Europa: 1983 -  84, 1984 -  85, 1985 -  86 i 1993 -  94
- 8  Lliga Div.Honor / Asobal: 1979 -  80, 1981 -  82,  85 -  86, 1987 -  88, 1988 -  89, 1989 -  90, 1990 -  91 i 1991 -  92
- 7  Copa del Rei: 1982 -  83, 1983 -  84, 1984 -  85, 1987 -  88, 1989 -  90, 1992 -  93 i 1993 -  94
- 6  Supercopa d'Espanya: 1986 -  87, 1988 -  89, 1989 -  90, 1990 -  91, 1991 -  92 i 1993 -  94
- 10  Lliga Catalana: 1981 -  82, 1982 -  83, 1984 - 85, 1986 -  87, 1987 -  88, 1990 -  91, 1991 -  92, 1992 -  93 i 1994 -  95